# Michnay László
Michnay László (Békéscsaba, 1893. július 28. – Szingapúr, 1965. október 30.) adventista lelkész, egyházelnök, a Szabadegyházak Tanácsa főtitkára.

## Élete

### Korai évei
A szarvasi evangélikus tanítóképzőben végezte tanulmányait. Fiatalemberként két, Szatmár megyei nyomorúságos kis községben, Szatmárcsekén és Kölcsén tanítóskodott.
A háború kitörése után, 1914-ben mint önkéntes vonult be és a frontra került. A századforduló nacionalizmusából itt, a lövészárok mocskában ábrándult ki. Több évre fogságba esett. Ezalatt megtanult oroszul és a későbbiekben (40-es évek) nyelvtudását fel tudta használni, hogy embereket mentsen meg a katonai atrocitásoktól. Megismerkedett a munkásmozgalommal és egyben csalódott a hivatalos egyházban. Hazakerült és otthon, mint tanító, először községi, majd a járási, végül a megyei direktórium tagja volt.

### A két háború között
A Tanácsköztársaság bukása után az elcsapott egyházi tanító az öngyilkosság gondolatával foglalkozott, amikor bujkálása közben befogadták és rejtegették a békéscsabai adventisták. 
Végighallgatta Zeiner Alajos próféciamagyarázatát és elfogadta Jézust a személyes megváltójának.
1920-ban megkeresztelkedett és csatlakozott az adventista egyházhoz.
Először könyvevangélistaként dolgozott Békéscsabán, Békésen, Hódmezővásárhelyen, Szegeden. Rátermettségét látva az egyház a németországi lelkészképzőbe küldte.
1920 decemberétől 11 hónapig a Friedensau-i adventista lelkészképzőben tanult, majd vizsgái után 1921 decemberétől, mint segédlelkész dolgozott Rákospalotán, Budapesten, Kiskunfélegyházán stb.
1921-ben nősült (felesége: Bach Jolán). A házasságából tíz év alatt nyolc gyermek született, de közülük kettő már pár hónaposan meghalt.
1925-ben lelkésszé szentelték, majd 1926-tól a Közép-Magyar Egyesület egyházterület vezetője, 1930–1934 között a Kelet-Magyar, majd 1934–1936 között a Tiszántúli Egyházterület vezetője volt; ekkor Miskolcon lakott.
1936 őszén a magyarországi adventista egyház elnökévé választották. Elnöksége alatt fellendült az egyház addig is jelentős karitatív munkája. 1937-ben Tápiószelén, majd 1938-ban Vattán nyitotta meg kapuit az egyház „öregek Otthona”.

### A II. világháború
Az egyik élharcosa lett az üldözött és 1939-től betiltott kisegyházak vallásszabadságának. Miután az adventisták összejöveteleit is betiltották, az egyház 1941 januárjában névváltozással: a Bibliakövetők Felekezete név felvételével szerveződött, így sikerült ideiglenesen, korlátozott legális lehetőséget biztosítani az istentiszteletek megtartásához.
Elutasította az akkori hamis elméleteket, miszerint Isten bünteti a zsidó népet – aminek alapján voltak, akik minden lelkiismeretfurdalás nélkül álltak a „büntetés-végrehajtók” soraiba.
1943 októberében prédikációsorozatiban tiltakozott a zsidóüldözés ellen. Bátran mondta a szószékről:
„Arra szólítalak fel benneteket keresztény testvéreim, hogy a most divatos zsidóüldözésben ne vegyetek részt. Krisztus Urunkat akkor szolgáljátok hűen és igazán, ha a zsidókat, mint felebarátaitokat nem gyűlölitek, nem üldözitek, sőt a mi Urunk Jézus akarata szerint a megvédésükre siettek.” 
Véleményét, ha kellett, újságokban is közzétette. Szembeszállt Kolosváry-Borcsa Mihállyal is, aki a hírhedt „fajvédő gondolat” élharcosa volt.
A fajgyűlölet dühöngése idején, a budapesti Székely Bertalan utcában, – ahol az adventista egyház székhelye volt, – menekültszállást létesített, és élete és családja kockáztatása révén mintegy 18 üldözött zsidót rejtegetett, köztük Várnai Zseni költőnőt és férjét, Peterdi Andort. A vezetésével az egyház különböző helyszíneken több mint 60 zsidó ember életét mentette meg.
Részben az ő kezdeményezésére gyűltek össze első tanácskozásukra az üldözött kisegyházak, baptisták, metodisták, adventisták, szabadkeresztyének, ókatolikusok képviselői 1944 októberében a Szabad Egyházak Tanácsának megalakítására. Hazánkban ez az egyik legrégebbi ökumenikus szervezet.

### A II. világháború után
1953-ig volt az adventista egyház elnöke, majd 1958-tól 1960-ig, teljes nyugalomba vonulásáig a Szabadegyházak Tanácsának ügyvezető titkára.
1964-ben az a megtiszteltetés érte, hogy megkapta a faültetés jogát a jeruzsálemi Yad Vashem parkban. Ez viszont már nem valósult meg, hanem évekkel később a hozzátartozói ültették el a fát a parkban.
1965-ben Ausztráliába indult, hogy az ott élő két lányát meglátogassa. Útközben, Szingapúrban hunyt el, 72 évesen. Testét innen szállították tovább Sydneybe, végső nyughelyére.

## Díjai
- A Világ Igaza-díj 1964-ben.[10][11]

## Emlékezete
2006-ban egy emléktáblát avattak fel a tiszteletére a budapesti Székely Bertalan u. 13. szám alatt, ahol egykor a legtöbb menekültet bújtatta.

## Művei
Művei, többnyire brosúrák:
- Mi jót cselekedjem, hogy örök életet nyerjek?; Vallásos Iratok Nemzetközi Kiadóhivatala, Bp., 1930
- Imádkozzunk! Felolvasások az imahétre; Gyarmati-Bősz Ny., Bp., 1942
- A boldogság titka; Gyarmati-Bősz Ny., Bp.,
- A világ orvosa; Gyarmati-Bősz Ny., Bp.,
- Egyetlen segítő; Gyarmati-Bősz Ny., Bp.,
- Hozzád kiáltunk, Uram!; Gyarmati-Bősz Ny., Bp., 1943
- Rövid bibliaórák; H. N. Adventisták felekezete, Bp., 1947